# Zé Marco de Melo
José Marco Nobrega Ferreira de Melo; znany jako Zé Marco (ur. 19 marca 1971 w João Pessoa) – brazylijski siatkarz plażowy. Wicemistrz Olimpijski z Sydney, gdzie w 2000 r. występował w parze z Ricardem.